# Хайнрих XVIII Ройс-Шлайц-Оберграйц
Хайнрих XVIII/XIX Ройс-Плауен-Оберграйц „Средни“ (на немски: Heinrich XVIII/XIX Reuss-Plauen-Obergreiz Ober-Greiz „der Mittlere“; * 19 февруари или 28 февруари 1563 във Вайда в окръг Грайц; † 16 януари 1616 в Шлайц) от род Ройс (Ройс средна линия) е господар на Обергайц (1607 – 1616) и на Грайц (1597 – 1616) в източната част на днешна Тюрингия.
Той е най-малкият син на Хайнрих XV/XVI Ройс-Плауен-Оберграйц „Средния“ (1525 – 1578) и съпругата му графиня Мария Салома фон Йотинген-Йотинген (1535 – 1603), дъщеря на граф Лудвиг XV фон Йотинген-Йотинген (1486 – 1557) и графиня Мария Салома фон Хоенцолерн-Хайгерлох (1488 – 1548). Сестра му Доротея фон Ройс (1566 – 1591) е омъжена на 1 ноември 1587 г. в Грайц за граф Георг III фон Ербах (1548 – 1605), бъдещият му тъст.
През 1564 г. чрез наследство територията на Ройсите е разделена на господствата Унтерграйц (Ройс стара линия), Оберграйц (Ройс средна линия) и Гера (Ройс млада линия). През 1596 г. господството Шлайц отива допълнително към средната линия. Братята Хайнрих XVII и Хайнрих XVIII/XIX получават в подялбата на Шлайц от 1596 г. град и дворец Шлайц.
През 1597 г. Хайнрих XVIII/XIX и брат му Хайнрих XVII и брат му разделят Обергайц. Той наследява 1607 г. Плауен-Оберграйц от бездетния си по-голям брат Хайнрих XVII Ройс-Обергайц „Стари“ (1561 – 1607).
Хайнрих XVIII/XIX умира бездетен на 16 януари 1616 г. в Шлайц, Тюрингия и е погребан там.

## Фамилия
Хайнрих XVIII/XIX Ройс-Плауен-Оберграйц „Средни“ се жени на 5 май 1593 г. в Обер-Грайц за Агнес Мария фон Ербах (* 24 май 1573 в Ербах; † 28 юни 1634 в Гера), дъщеря на граф Георг III фон Ербах (1548 – 1605) и първата му съпруга графиня Анна фон Золмс-Лаубах (1557 – 1586). Бракът е бездетен.